# Lente (geometria)

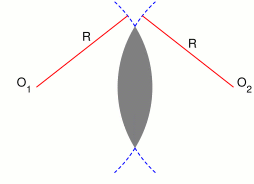
Uma lente contida entre dois arcos circulares de raio R, e centrada em e

Na geometria 2D, uma lente é uma região convexa delimitada por dois arcos circulares unidos entre si em suas extremidades. Para que esta forma seja convexa, ambos os arcos devem se curvar para fora (convexo-convexo). Esta forma pode ser resultado da interseção de dois discos circulares, mas também pode ser formada como a união de dois segmentos circulares (regiões entre a corda de um círculo e o próprio círculo), unidos ao longo de uma corda comum.

## Tipos

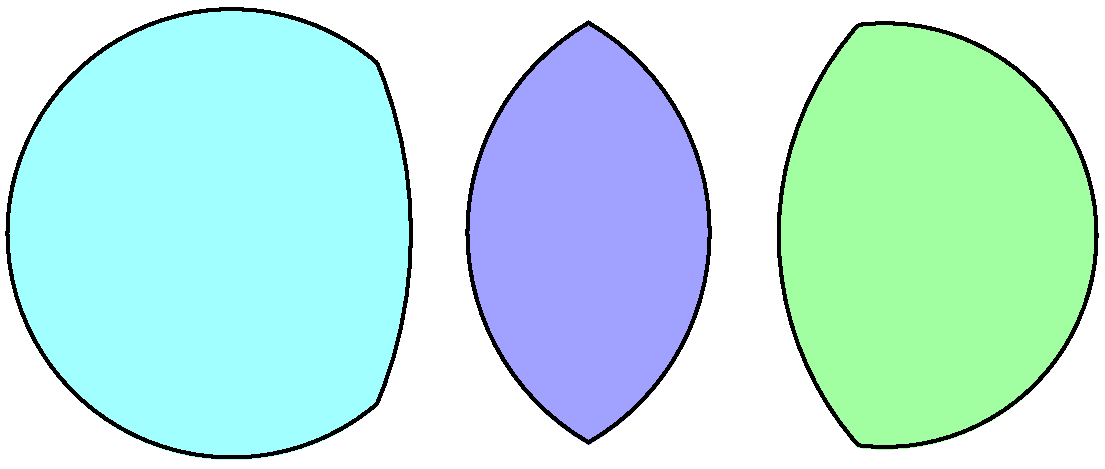
Exemplo de duas lentes assimétricas (esquerda e direita) e uma lente simétrica (no meio)

A Vesica piscis é a interseção de dois discos com o mesmo raio, R, e com a distância entre os centros também igual a R.

Se os dois arcos de uma lente possuírem raios iguais, ela é chamada de lente simétrica, caso contrário, é uma lente assimétrica .
Um exemplo de  lente simetrica é a forma vesica piscis, formada por arcos de dois círculos cujos centros estão no arco oposto. Os arcos se encontram em ângulos de 120° em suas extremidades.

## Área
Lente simétrica
A área de uma lente simétrica pode ser expressa em termos do raio R e dos comprimentos de arco θ em radianos:
{\displaystyle A=R^{2}\left(\theta -\sin \theta \right).}
Lente assimétrica
A área de uma lente assimétrica, formada por círculos com raios R e r com distância d entre seus centros, é dada pela equação
{\displaystyle A=r^{2}\cos ^{-1}\left({\frac {d^{2}+r^{2}-R^{2}}{2dr}}\right)+R^{2}\cos ^{-1}\left({\frac {d^{2}+R^{2}-r^{2}}{2dR}}\right)-2\Delta }
onde
{\displaystyle \Delta ={\frac {1}{4}}{\sqrt {(-d+r+R)(d-r+R)(d+r-R)(d+r+R)}}}
é a área de um triângulo com lados d, r e R.
Os dois círculos se sobrepõem quando {\displaystyle d<r+R} . Para {\displaystyle d} suficientemente grande, a coordenada {\displaystyle x} do centro da lente está entre as coordenadas dos dois centros do círculo:
para valores pequenos de {\displaystyle d} a coordenada {\displaystyle x} do centro da lente está fora da linha que conecta os centros dos círculos:
Eliminando y das equações do círculo {\displaystyle x^{2}+y^{2}=r^{2}} e {\displaystyle (x-d)^{2}+y^{2}=R^{2}} a abcissa das bordas que se cruzam é
{\displaystyle x=(d^{2}+r^{2}-R^{2})/(2d)} .
O sinal de x, ou seja, {\displaystyle d^{2}} sendo maior ou menor que {\displaystyle R^{2}-r^{2}}, distingue os dois casos apresentados nas imagens.
A ordenada da interseção é
{\displaystyle y={\sqrt {r^{2}-x^{2}}}={\frac {\sqrt {[(R-d)^{2}-r^{2}][r^{2}-(R+d)^{2}]}}{2d}}} .
Valores negativos abaixo da raiz quadrada indicam que as bordas dos dois círculos não se tocam porque os círculos estão muito distantes ou um círculo está inteiramente dentro do outro.
O valor sob a raiz quadrada é um polinômio biquadrado de d. As quatro raízes deste polinômio estão associadas a y=0 e aos quatro valores de d onde os dois círculos possuem apenas um ponto em comum.
Os ângulos no triângulo azul de lados d, r e R são
{\displaystyle \sin a_{r}=y/r;\quad \sin a_{R}=y/R}
onde y é a ordenada da interseção. O ramo do arco seno com {\displaystyle a_{r}>\pi /2} é para ser levado se {\displaystyle d^{2}<R^{2}-r^{2}} .
A área do triângulo é {\displaystyle \Delta ={\frac {1}{2}}yd} .
A área da lente assimétrica é {\displaystyle A=a_{r}r^{2}+a_{R}R^{2}-yd}, onde os dois ângulos são medidos em radianos. [Esta é uma aplicação do princípio de inclusão-exclusão: os dois setores circulares centrados em (0,0) e (d,0) com ângulos centrais {\displaystyle 2a_{r}} e {\displaystyle 2a_{R}} tem áreas {\displaystyle 2a_{r}r^{2}} e {\displaystyle 2a_{R}R^{2}}. Sua união cobre o triângulo, o triângulo invertido com canto em (x,-y) e o dobro da área da lente.]

## Aplicações
Uma lente com uma forma diferente forma a resposta ao Problema da Sra. Miniver, que se resume a encontrar uma lente com metade da área da união dos dois círculos.
As lentes são usadas para definir esqueletos beta, grafos geométricos definidos em um conjunto de pontos conectando pares de pontos por uma aresta sempre que uma lente determinada pelos dois pontos estiver vazia.

## Ver também

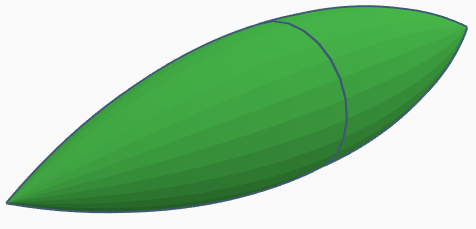
Um limão.